# ゆり座
ゆり座またはゆりのはな座（ゆりざ、ゆりのはなざ、百合座、百合の花座、Lilium）は、現在は使われていない星座の1つ。
フランスの天文学者パルディが制作し、彼が死んだ翌年の1674年に刊行された星図 Globi coelestis in tabulas planas redacti descriptio の中で初めて描かれ、オギュスタン・ロワーエが1679年に作った星図で初めて命名された。フランス国王ルイ14世を称えるため、ブルボン王朝の紋章に使われていたユリの花の意匠（フルール・ド・リス）がモチーフとされた。
おひつじ座とさんかく座の間にあり、ロワーエの頃より50年ほど前にドイツで作られた星図ではきたばえ座やすずめばち座と呼ばれていた星座と同じ領域に設けられた。いずれの星座も現在は使われていない。